# Pedro Pablo Dartnell
Pedro Pablo Dartnell Encina (Linares, 24 dicembre 1873 – Santiago del Cile, 26 settembre 1944) è stato un generale e politico cileno.
Fu dal 23 gennaio al 27 gennaio 1925 presidente della Giunta militare che governava il Cile.

## Biografia
Dopo la caduta del regime del generale Luis Altamirano (23 gennaio 1925), Dartnell assunse la presidenza della Giunta militare fino al 27 gennaio, quando passò il potere al diplomatico Emilio Bello Codesido.